# Tertium genus
Tertium genus es una locución latina que identifica un punto de vista o un concepto  distinto a otros dos clásicos y aparentemente contrapuestos.
Suele emplearse en Derecho en taxonomía de las formas políticas de Estado. Ejemplo: "El Estado regional como un tertium genus entre Estado unitario y federal".
Genus viene de genus-eris y es un sustantivo neutro de la tercera declinación. Se refiere a género, especie.
Tertium, de tertius-a-um, es un adjetivo de segunda declinación. Significa tercero.
Esta locución es usada, por lo tanto, para referirse a una tercera posibilidad distinta de las dos ordinarias o comunes.
La expresión tertium non datur, en cambio, habla de cuestiones que no admiten una tercera posibilidad, por ser únicamente dos por naturaleza o por norma. Ejemplo: "Los delitos solo pueden ser dolosos o imprudentes, tertium non datur".